# 大塚古墳 (川島町)

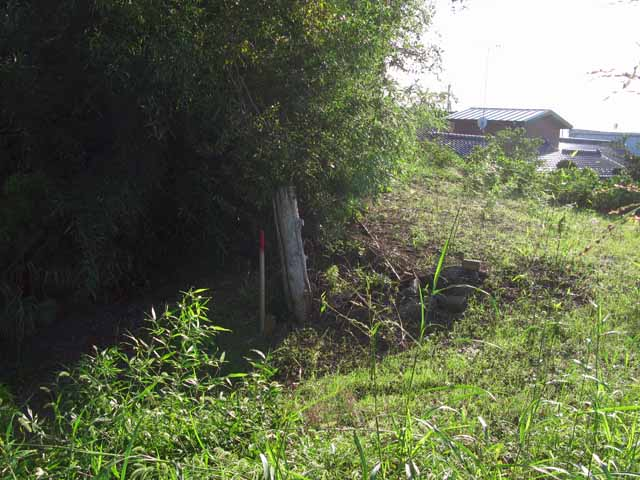
大塚古墳（2013年9月）

大塚古墳（おおつかこふん）は、埼玉県川島町にある円墳である。東大塚古墳群を構成する1基。
直径36メートル・高さ5.5メートルの円墳と推定されるが、度重なる土取により墳丘は元の形がよくわからないほど大破している。江戸時代文化年間(1807 - 1817)に墳丘が削平された際に、緑泥片岩製の箱式石棺が掘り出された。この石棺は発見後長らく墳頂に露出放置されていたが、1961年(昭和36年)1月25日付けで町指定有形文化財に指定された後、川島中学校校門前に移築された。石棺の大きさは、外法長さ2.32メートル・幅0.8メートル、内法長さ1.93メートル・幅0.52メートルである。また川島町生涯学習課は定期的に石棺の建て直し作業を実施している。

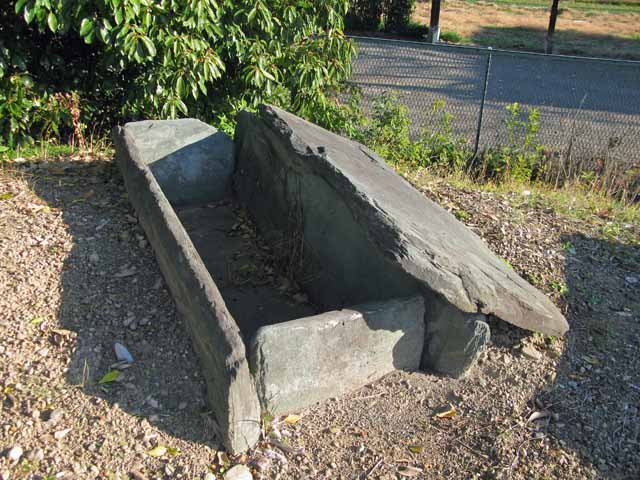
石棺（2013年9月）

江戸時代に古墳上の社を立て直されており、その最、石棺内から鉄剣・大刀・鉄鏃・銅製の器が見つかったと伝えられている。これらは領主の秋元氏に渡されたとされるが、現在それらの遺物は所在不明である。墳丘から出土した埴輪から、6世紀中頃の築造と推定されている。